# 1480 en littérature
| Années de la littérature : 1477 - 1478 - 1479 - 1480 - 1481 - 1482 - 1483    |
| Décennies de la littérature : 1450 - 1460 - 1470 - 1480 - 1490 - 1500 - 1510 |

Cet article présente les faits marquants de l'année 1480 en littérature.

## Événements
- L’éditeur juif de Spire Nathan Metzlan, dit « Soncino », s’installe à Soncino en Lombardie[1].
- Le comte Pic de la Mirandole rencontre le talmudiste juif Élie del Medigo à Padoue[2]. Medigo rejoint le comte à Florence et traduit pour lui les ouvrages philosophiques d'Averroès d’hébreu en latin[3].

## Théâtre
- Février : La Fable d’Orphée, pièce d’Ange Politien, est représentée à Mantoue[4].

## Naissances
- Vers 1480 : Jean Thenaud, religieux franciscain français, voyageur et écrivain, mort entre 1542 et 1546.

## Décès
- Vers 1480 :  Pierre Du Bois, historien valdôtain, né vers 1430.